# Gais 1971
Fotbollsklubben Gais spelade säsongen 1971 i division II Norra Götaland, efter att föregående säsong ha slutat sist i allsvenskan. Gais vann serien och kunde efter ett lyckat kvalspel återvända till allsvenskan 1972. 
Gais deltog inte i svenska cupen 1971/1972.

## Inför säsongen

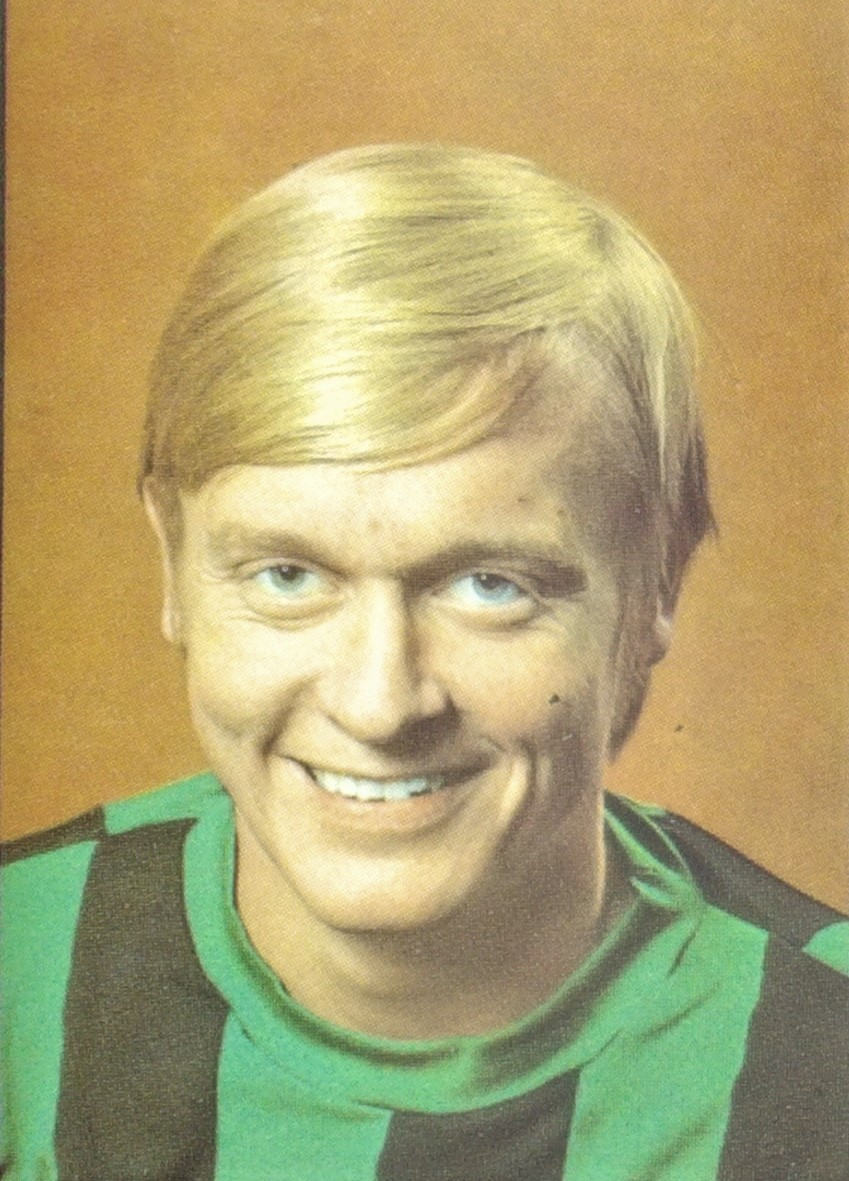
Eine Fredriksson.

Gais hade sedan förra säsongen tappat starka namn som Hasse Samuelsson, Gösta Almbjerg och Gunder Högström, men inte värvat in några egentliga ersättare förutom den unga talangen Eine Fredriksson, som kommit från västgötska Tibro AIK föregående säsong. Därför trodde de flesta inte att Gais skulle kunna utmana lokalrivalen IFK Göteborg och Jönköpings Södra IF om seriesegern.

## Seriespel

### Vårsäsongen
Gais inledde serien tämligen blekt på ett iskallt Ullevi, men lyckades med ett nödrop besegra KB Karlskoga, med de gamla stjärnorna Tord Grip och Lars Heineman, med 2–1. I andra omgången slog man Grimsås IF borta med 2–0 efter Eine Fredrikssons första mål i Gaiströjan. Mot Skogens IF blev det bättre spel på Ullevi, och Gais vann med 5–2. Även Hovås IF besegrades i en tuff tillställning på Gamla Ullevi, dit hemmalaget Hovås hade förlagt matchen för att få större publikintäkter. Efter 5–0 hemma mot förhandsfavoriten Jönköping verkade det tydligt att det skulle bli Gais år ändå.

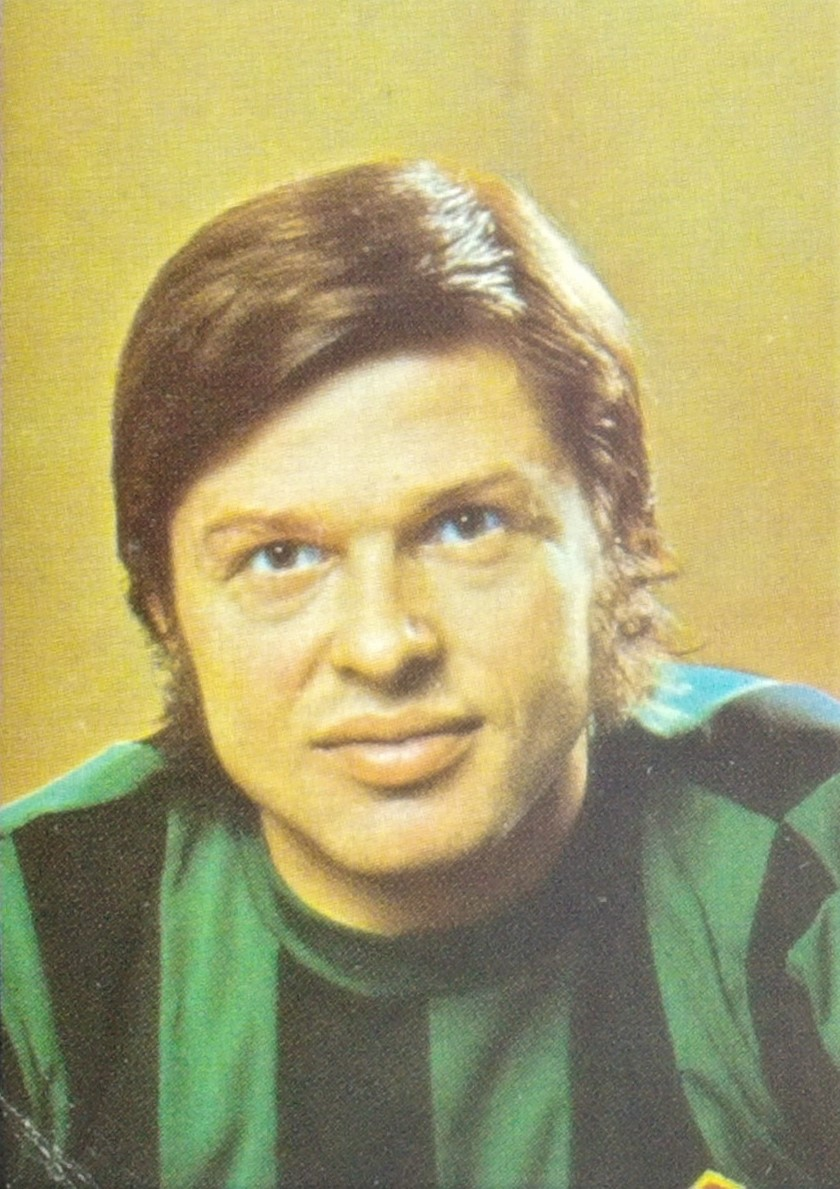
Jan Olsson återkom under säsongen från proffsspel i Tyskland.

Gais fortsatte rada upp segrar, och inför vårderbyt mot IFK hade man dessutom värvat tillbaka Jan Olsson från proffsspel i VfB Stuttgart. Hela 27 762 personer gick på derbyt, och fick se Gais vända 0–1 till 3–1 efter mål av Olsson, Conny Aldorsson och Eine Fredriksson. Efter vårsäsongen hade Gais elva raka segrar och full pott – 22 poäng.

### Sommaruppehållet

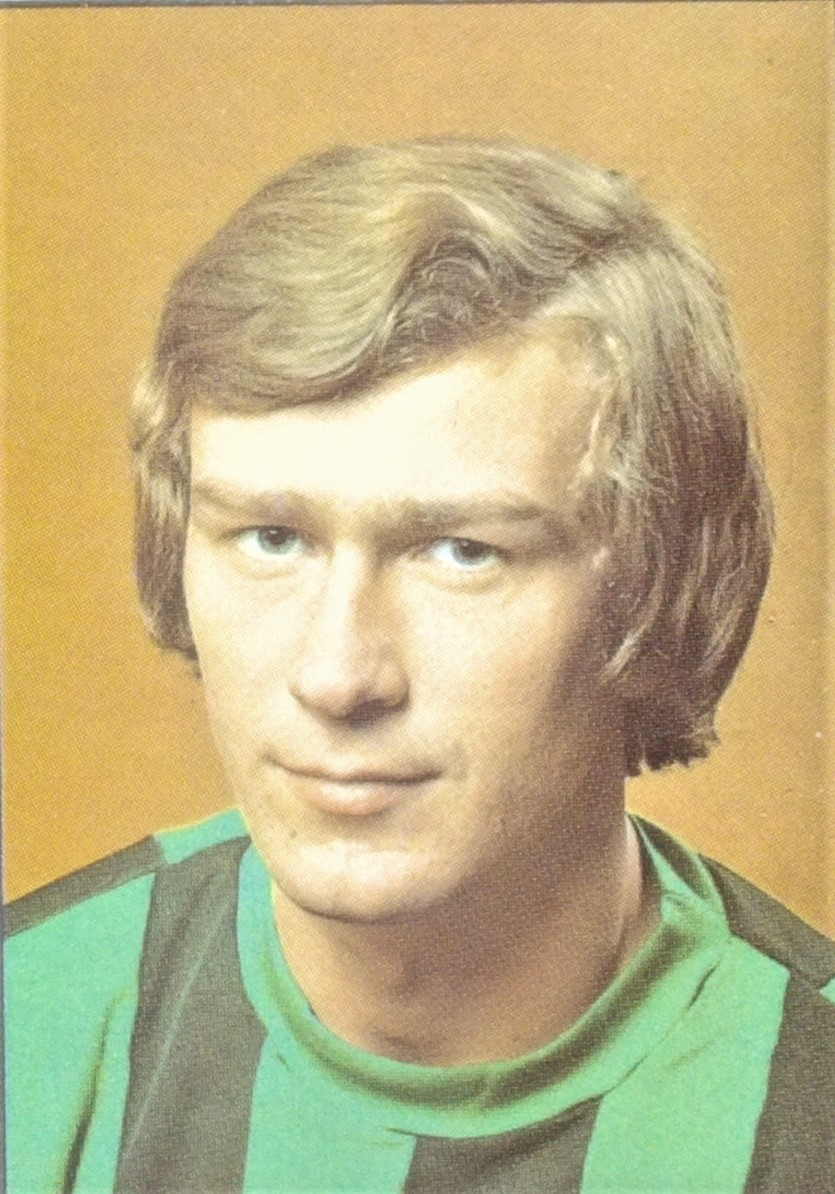
Conny Aldorsson delade segern i den interna skytteligan med Sten Pålsson.

Under sommaruppehållet besegrade Gais IFK Göteborg med hela 8–1 i en uppskjuten kvadratmatch. Gais ställde upp med en femmannakedja och Kenneth Wessberg gjorde fyra mål. Därefter följde turneringen Engelska veckan: Till Göteborgs 350-årsjubileum bjöd Göteborgsalliansen in de brittiska storlagen Rangers FC från Glasgow och Wolverhampton Wanderers. Mot Rangers ledde Gais med 2–0 innan de skotska proffsen vände till 3–2 på 20 minuter. Sten Pålsson kvitterade emellertid på straff, och fyra minuter senare klacksparkade Hans Johansson in segermålet till 4–3 för Gais. I finalen mot Wolverhampton verkade engelsmännen gå segrande ur striden, men Jan Olsson kvitterade i sista minuten till 3–3 på nick. "Wolves" vann sedan straffläggningen, men det svenska amatörlaget från andradivisionen hade gett heltidsproffsen en oväntad tuff match. Under Engelska veckan debuterade också danske målvakten Benno Larsen för Gais. Han hade meriter från danska ligan och A-landslaget, och hade kommit till Gais kontor i slutet på juni och bett om att få spela. Han skulle visa sig vara en fin värvning och blev snart en publikfavorit med sina spektakulära räddningar.

### Höstsäsongen
Under hösten fortsatte Gais vinna, bland annat med fyra storsegrar i rad: IFK Arvika 7–1, Hovås 6–2, Skogen 5–2 och Jönköping 6–3. Gais slog nytt målrekord för serien med 72 mål på en säsong, och tangerade rekordet på 38 poäng på en säsong. Man slutade hela tio poäng före tvåan Jönköping. Publiksnittet blev 6 430 åskådare, vilket höll allsvensk klass. Målproduktionen var dessutom jämnt fördelad bland spelarna: Sex man gjorde åtta mål eller fler: förutom de delade interna skyttekungarna Sten Pålsson och Conny Aldorsson med 13 var gjorde Eine Fredriksson 12, Eive Olofsson 9, Hasse Johansson 8 och Thomas Bloom 8.

### Tabell
| Nr | Lag                 | S  | V  | O | F  | GM | IM | MS  | P  |
| -- | ------------------- | -- | -- | - | -- | -- | -- | --- | -- |
| 1  | Gais (N)            | 22 | 19 | 0 | 3  | 72 | 28 | +44 | 38 |
| 2  | Jönköpings Södra IF | 22 | 13 | 2 | 7  | 55 | 39 | +16 | 28 |
| 3  | IFK Göteborg (N)    | 22 | 12 | 2 | 8  | 42 | 30 | +12 | 26 |
| 4  | Skövde AIK          | 22 | 12 | 2 | 8  | 44 | 38 | +6  | 26 |
| 5  | IFK Arvika          | 22 | 8  | 6 | 8  | 27 | 33 | −6  | 22 |
| 6  | KB Karlskoga        | 22 | 8  | 5 | 9  | 36 | 37 | −1  | 21 |
| 7  | Skogens IF (U)      | 22 | 9  | 3 | 10 | 32 | 35 | −3  | 21 |
| 8  | Grimsås IF          | 22 | 7  | 7 | 8  | 23 | 29 | −6  | 21 |
| 9  | Västra Frölunda IF  | 22 | 9  | 2 | 11 | 32 | 38 | −6  | 20 |
| 10 | Degerfors IF        | 22 | 6  | 6 | 10 | 29 | 37 | −8  | 18 |
| 11 | Hovås IF            | 22 | 3  | 6 | 13 | 28 | 49 | −21 | 12 |
| 12 | Karlstads BK (U)    | 22 | 4  | 3 | 15 | 19 | 46 | −27 | 11 |

### Seriematcher
| Lag                 | Hemma | Borta |
| ------------------- | ----- | ----- |
| Jönköpings Södra IF | 5–0   | 7–3   |
| IFK Göteborg        | 3–1   | 1–2   |
| Skövde AIK          | 6–2   | 0–3   |
| IFK Arvika          | 7–1   | 3–1   |
| KB Karlskoga        | 2–1   | 2–4   |
| Skogens IF          | 5–2   | 5–2   |
| Grimsås IF          | 3–0   | 2–0   |
| Västra Frölunda IF  | 1–0   | 1–0   |
| Degerfors IF        | 5–1   | 2–1   |
| Hovås IF            | 6–2   | 2–1   |
| Karlstads BK        | 1–0   | 3–1   |

### Spelarstatistik

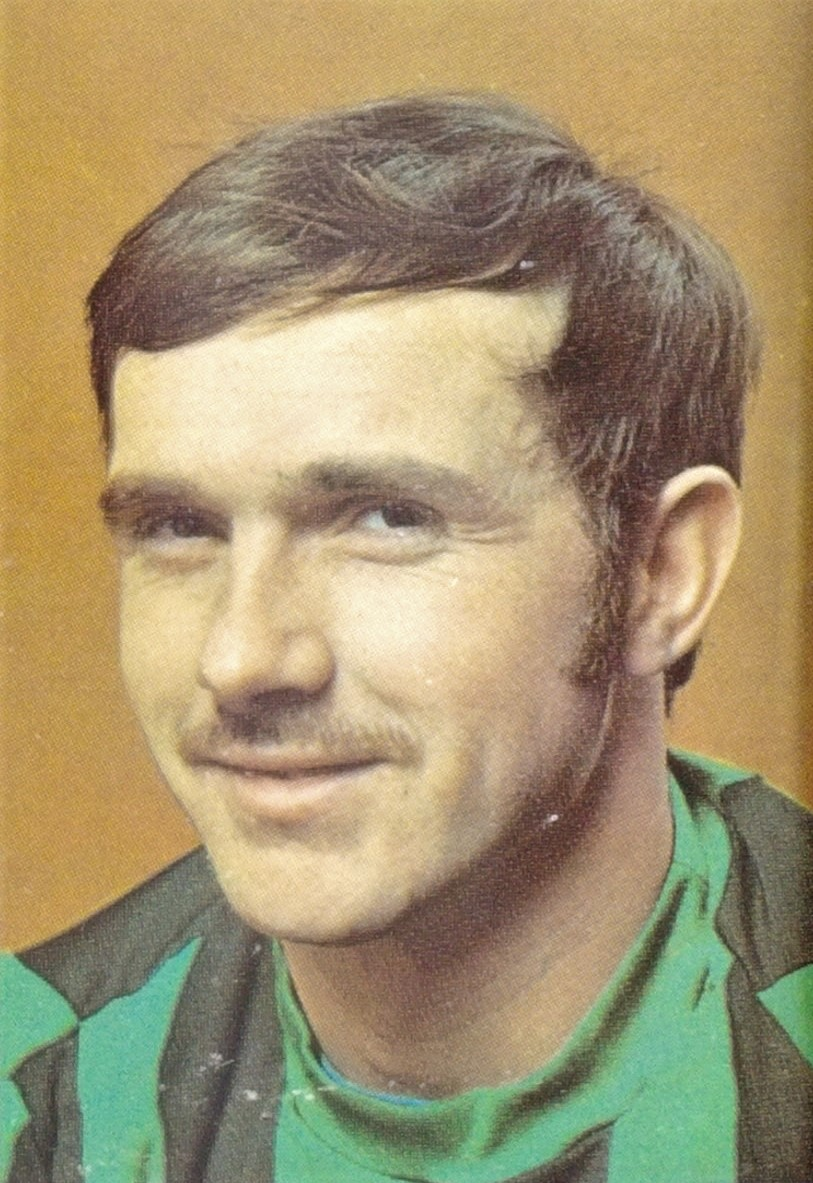
Sten Pålsson delade den interna skytteligatiteln med Conny Aldorsson.

| Namn               | Matcher | Mål |
| ------------------ | ------- | --- |
| Eine Fredriksson   | 22      | 12  |
| Nils Norlander     | 22      | 2   |
| Sten Pålsson       | 21      | 13  |
| Eive Olofsson      | 21      | 9   |
| Hans Johansson     | 21      | 8   |
| Christer Heideberg | 21      | 3   |
| Sune Persson       | 21      |     |
| Yngve Samuelsson   | 21      |     |
| Conny Aldorsson    | 17      | 13  |
| Thomas Bloom       | 17      | 8   |
| Jan Olsson         | 13      | 2   |
| Kent Grek          | 13      | 1   |
| Kent Harman (mv)   | 13      |     |
| Kenneth Wessberg   | 9       | 1   |
| Benno Larsen (mv)  | 9       |     |
| Roger Hansson      | 7       |     |
| Lars Börjesson     | 1       |     |

### Kvalspel

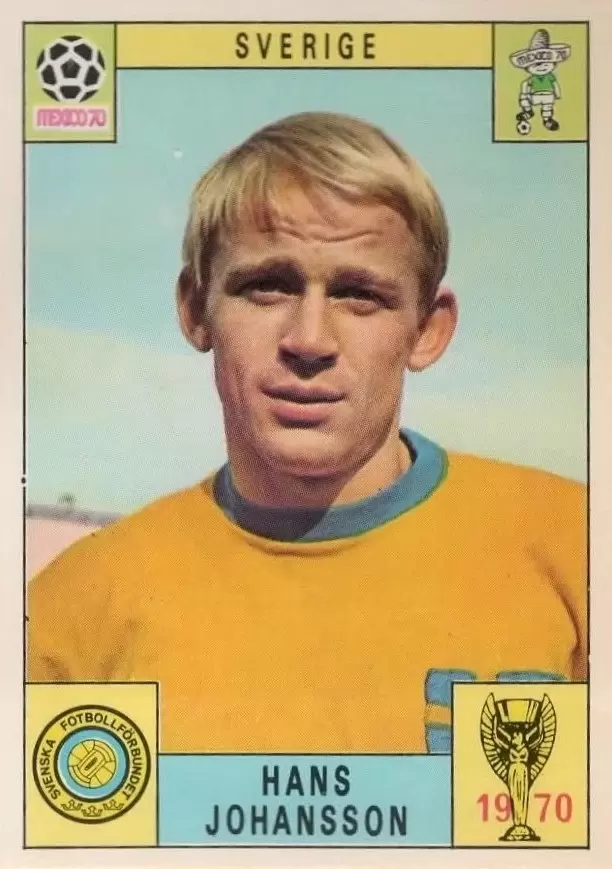
Den förre landslagsmannen Hasse Johansson gjorde två viktiga mål i kvalspelet.

Efter seriesegern väntade en kvalserie mot seriesegrarna i de tre övriga division II-serierna: Sandvikens IF (Norrland), IF Saab (Svealand) och Halmstads BK (Södra Götaland). De två främsta lagen skulle kvalificera sig för allsvenskan, de två andra skulle få fortsätta i division II. Inför kvalet genrepade Gais med en träningsmatch mot allsvenska Örgryte IS, som man övertygande vann med 6–2.
Gais började hemma på Ullevi mot starka Sandviken. Man hade Janne Olsson skadad, vilket skapade viss osäkerhet i backlinjen, och på mittfältet räckte inte Gais finlirare helt till mot mer hårdföra motståndare som Rolf Zetterlund och Göran Sundfors. Ändå lyckades Gais, inför en publik på 29 532, vinna med 1–0 efter en tåfjutt av Hasse Johansson i andra halvlek.
I andra matchen mötte Gais Halmstad borta på Örjans vall. Janne Olsson var fortfarande skadad, och Lars-Erik "Svängsta" Larsson i hemmalaget fick i Olssons frånvaro ordentligt med spelrum. Han gjorde 1–0 för HBK i första halvlek och hade också ett skott i ribban innan Hasse Johansson kunde kvittera i andra halvlek. 1–1 stod sig sedan matchen ut, trots stor HBK-press i slutet.
Kvalets sista match gick på neutral plan inför 17 898 åskådare på Ryavallen i Borås, där Gais 1965 i en klassisk kvalmatch hade slagit Grimsås IF. Den här gången var motståndet IF Saab från Linköping, med Gaisbekantingen Benny Apell i laget. För Gais skulle oavgjort räcka för att gå upp i allsvenskan, medan Saab behövde en seger. Varken Janne Olsson eller Conny Aldorsson kunde spela, och tränare Holger Hansson ställde upp med en rutinerad fyrbackslinje för att säkra upp bakåt: Kent Grek, Yngve Samuelsson, Nils Norlander och Sune Persson skulle se till att hålla tätt. Men något säkerhetsspel blev det inte tal om från Gais sida, utan det var full fart framåt. Redan efter 13 minuter gjorde Kenneth Wessberg 1–0, och i början av andra halvlek sköt Sten Pålsson stenhårt 2–0 i det högra krysset. Tio minuter senare nickade Wessberg in 3–0 och saken var klar – Gais var tillbaka i allsvenskan.
| Nr | Lag           | S | V | O | F | GM | IM | MS | P |
| -- | ------------- | - | - | - | - | -- | -- | -- | - |
| 1  | Gais          | 3 | 2 | 1 | 0 | 5  | 2  | +3 | 5 |
| 2  | Halmstads BK  | 3 | 1 | 1 | 1 | 5  | 5  | 0  | 3 |
| 3  | Sandvikens IF | 3 | 1 | 0 | 2 | 2  | 2  | 0  | 2 |
| 4  | IF Saab       | 3 | 1 | 0 | 2 | 5  | 8  | −3 | 2 |